# 冯崇义
冯崇义（1961年—），是一位定居於澳大利亞的中國學者，现任悉尼科技大学副教授。

## 生平
冯崇义出生於海南島，毕业于中山大学，並在南开大学取得中国近现代史博士学位，博士论文题目为《罗素与中国》，导师为魏宏运。
1989年時在英國留學，之後回到中國大陸。1993年來到澳大利亞。2年後妻女也來到澳大利亞並獲得該國國籍，不過冯崇义本人依然是中國大陸國籍。1996年起成為悉尼科技大学中国研究负责人。冯崇义在澳洲媒体上多次表示北京當局试图影响澳洲政治、控制中文媒体。

2017年時，冯崇义來到中國大陸希望了解中國709維權律師大抓捕事件中被捕的律师情況，結果冯崇义被中共當局以涉嫌危害国家安全为由限制离开中国大陸，後來中共當局又將其放走。
2025年7月25日，因參與香港流亡組織「香港議會」的籌備，涉嫌違反《香港國安法》列明的顛覆國家政權罪，被香港警務處國家安全處懸紅20萬港元通緝。保安局於2025年8月4日刊憲，依據23條《維護國家安全條例》宣佈包括馮崇義在內的16名國安通緝逃犯被列為潛逃者，並實施針對性制裁措施。

## 学术
他的研究集中在关于中国的宪政民主、权利意识和民主力量的思想动态。著有《农民意识与中国》（1989）、《伯特兰·罗素与中国》（1994）、《中国海南省：经济发展与投资环境》（1995）、《民族危机中的民族精神斗争：抗日战争时期的中国文化》（1995）、《从中国化到全球化》（2003）、 《和解的智慧：中国走向自由民主的道路》（1995）、《中共内部的自由主义：从陈独秀到李慎之》（2009）、《原则与激情：冯崇义序言及诗集》（2011）、《中国的宪政转型》（2014）。